# Lijst van munro's

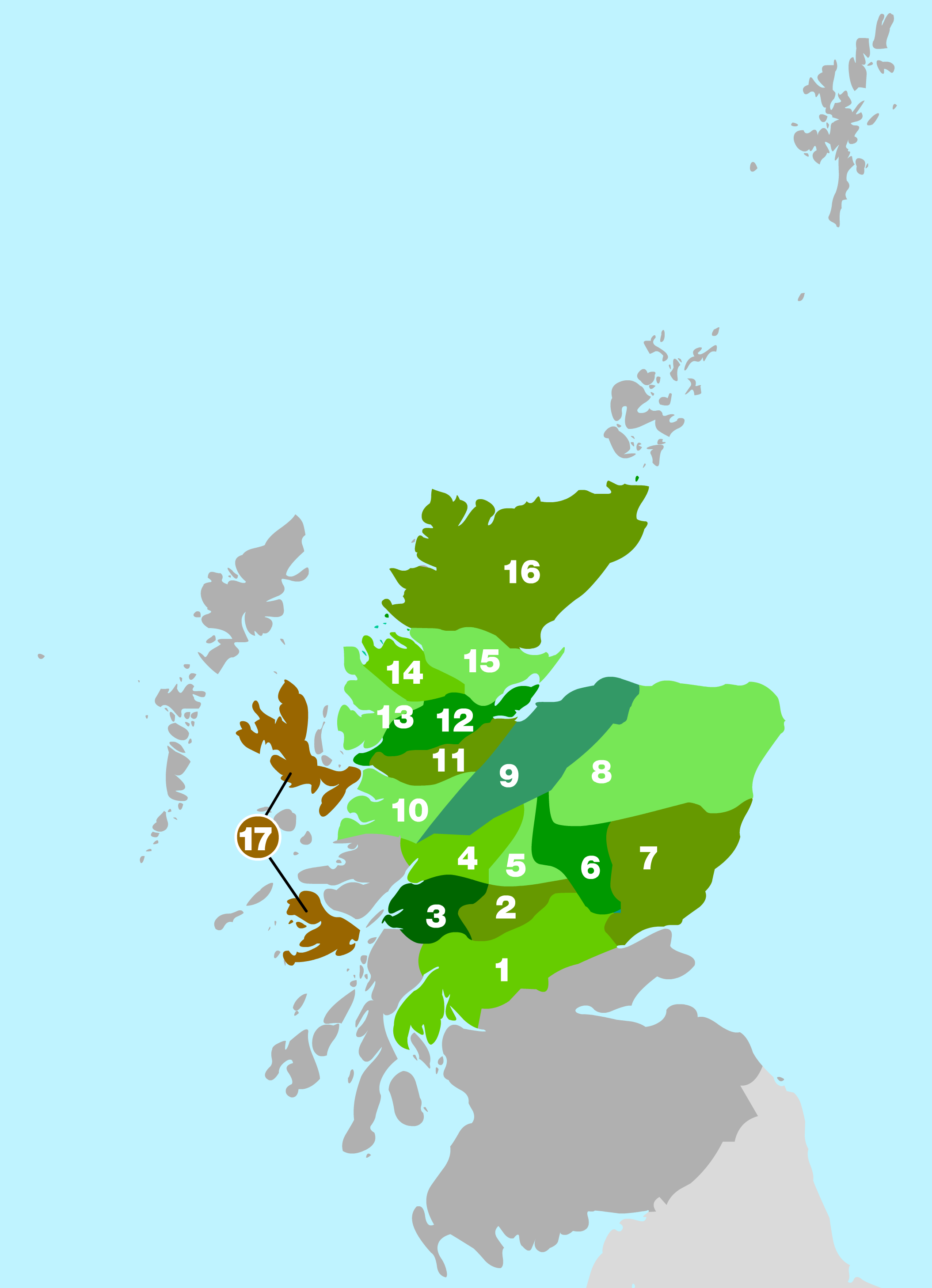
Verdeling van Schotland in 17 secties

Dit is de officiële lijst met alle 282 munro's, zoals deze zijn opgenomen in de herziening van 1997 van de Scottish Mountaineering Club.  Ze worden opgesomd per sectie, en per sectie volgens afnemende hoogte.

## Sectie 1:Firth of ClydetotStrath Tay

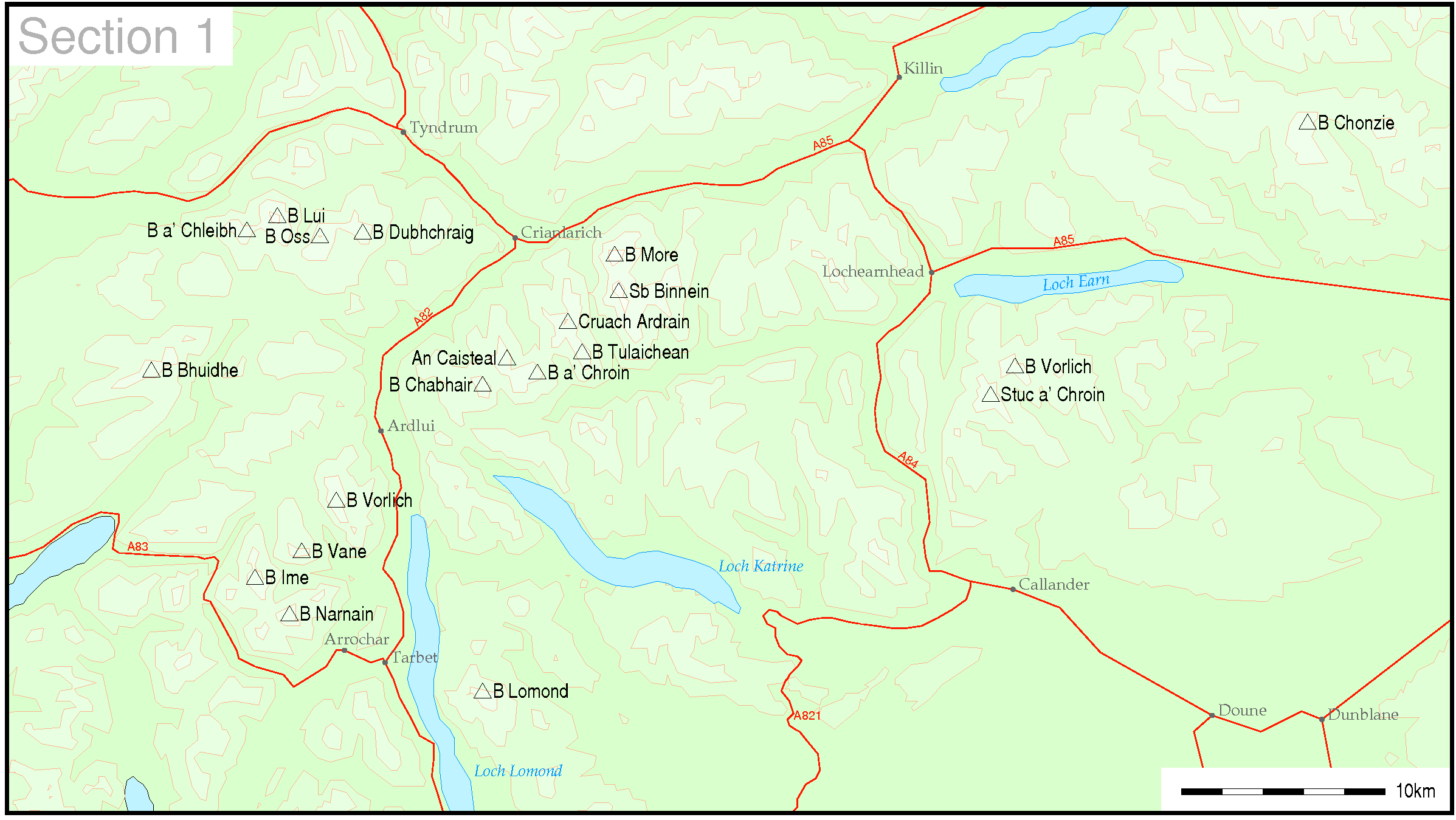
Kaart met de munro's van Sectie 1

- Ben More (1174 m)
- Stob Binnein (1165 m)
- Ben Lui (1130 m)
- Cruach Ardrain (1046 m)
- Ben Oss (1029 m)
- Beinn Ime (1011 m)
- An Caisteal (995 m)
- Ben Vorlich (985 m)
- Beinn Dubhchraig (978 m)
- Stuc a'Chroin (975 m)
- Ben Lomond (974 m)
- Beinn Bhuidhe (948 m)
- Beinn Tulaichean (946 m)
- Ben Vorlich (943 m)
- Beinn a'Chroin (940 m)
- Beinn Chabhair (933 m)
- Ben Chonzie (931 m)
- Beinn Narnain (926 m)
- Beinn a'Chleibh (916 m)
- Ben Vane (915 m)

## Sectie 2:Loch RannochtotLoch Tay

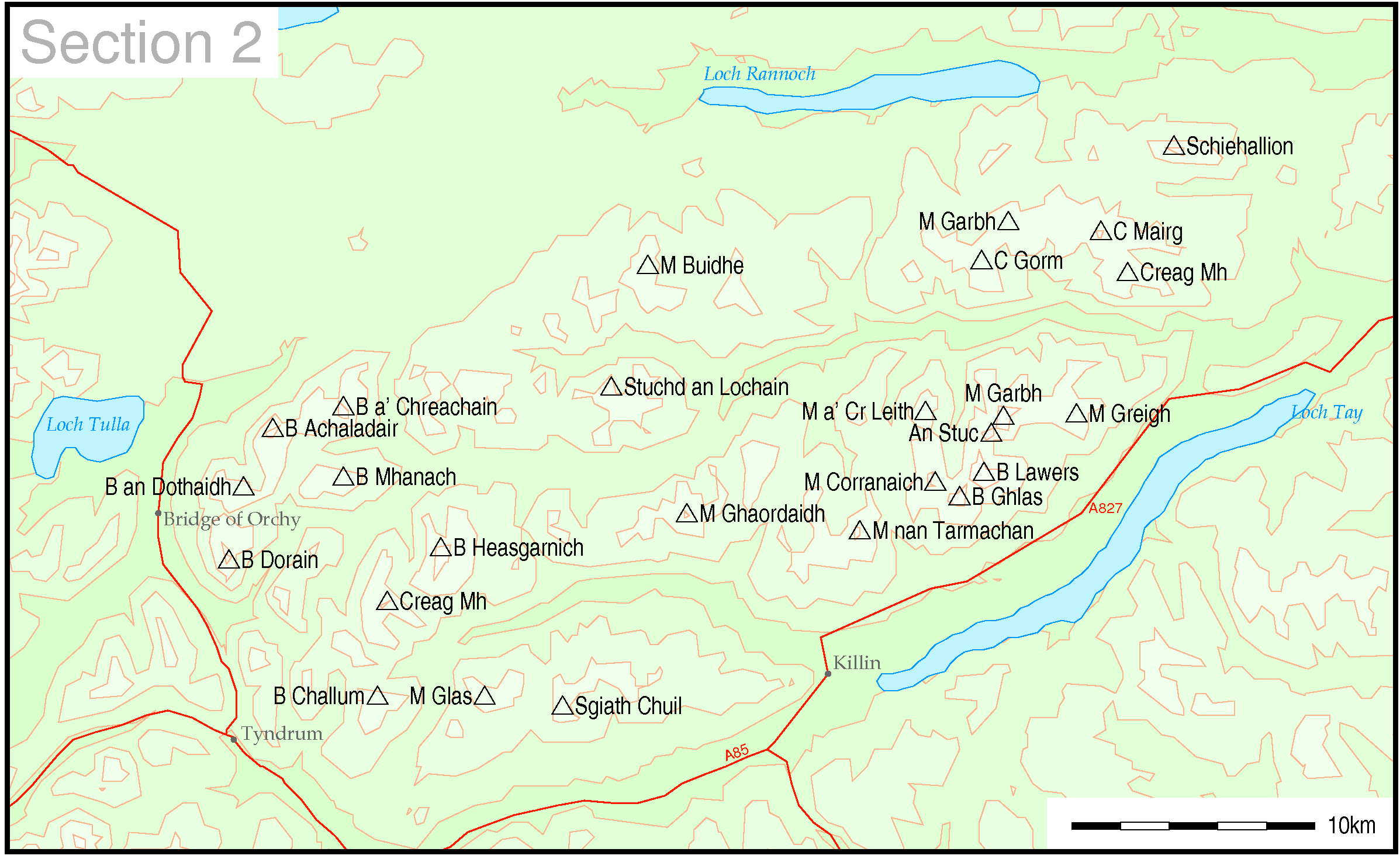
Kaart met de munro's van Sectie 2

- Ben Lawers (1214 m)
- An Stuc (1118 m)
- Meall Garbh (1118 m)
- Beinn Ghlas (1103 m)
- Schiehallion (1083 m)
- Beinn a'Chreachain (1081 m)
- Beinn Heasgarnich (1078 m)
- Beinn Dorain (1076 m)
- Meall Corranaich (1069 m)
- Creag Mhor (1047 m)
- Meall nan Tarmachan (1044 m)
- Carn Mairg (1041 m)
- Meall Ghaordaidh (1039 m)
- Beinn Achaladair (1038 m)
- Carn Gorm (1029 m)
- Ben Challum (1025 m)
- Beinn an Dothaidh (1004 m)
- Meall Greigh (1001 m)
- Meall na Aighean (981 m)
- Meall Garbh (968 m)
- Stuchd an Lochain (960 m)
- Meall Glas (959 m)
- Beinn Mhanach (953 m)
- Meall Buidhe (932 m)
- Meall a'Choire Leith (926 m)
- Sgiath Chuil (921 m)

## Sectie 3:Loch LeventotConnel BridgeenGlen Lochy
- Bidean nam Bian (1150 m)
- Ben Cruachan (1126 m)
- Meall a'Bhuiridh (1108 m)
- Creise (1100 m)
- Stob Ghabhar (1090 m)
- Ben Starav (1078 m)

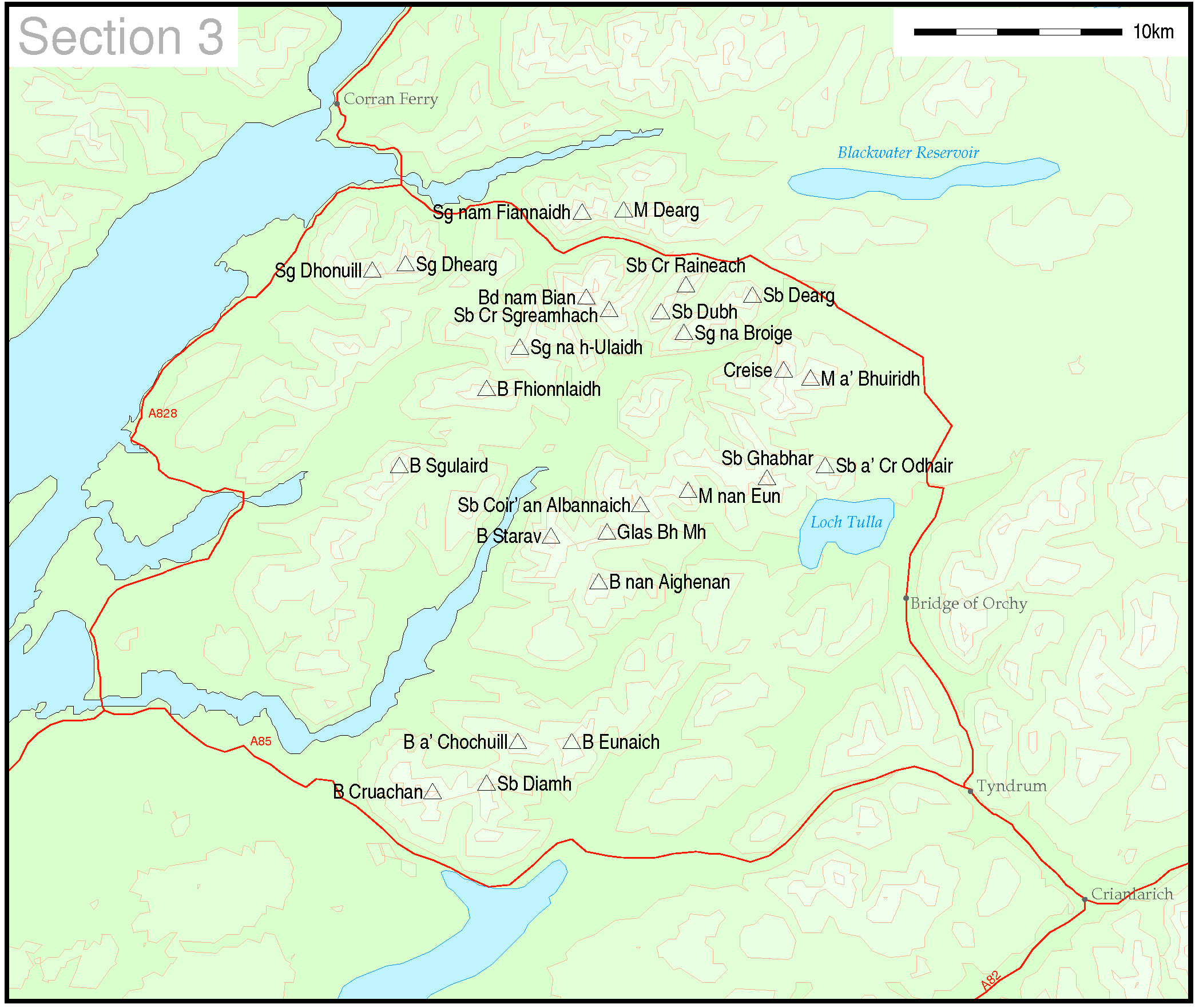
Kaart met de munro's van Sectie 3

- Stob Coire Sgreamhach (1072 m)
- Stob Coir'an Albannaich (1044 m)
- Beinn a'Bheithir - Sgorr Dhearg (1024 m)
- Buachaille Etive Mor - Stob Dearg (1021 m)
- Beinn a'Bheithir - Sgorr Dhonuill (1001 m)
- Stob Diamh (998 m)
- Glas Bheinn Mhor (997 m)
- Sgor na h-Ulaidh (994 m)
- Beinn Eunaich (989 m)
- Beinn a'Chochuill (980 m)
- Aonach Eagach - Sgor nam Fiannaidh (967 m)
- Beinn nan Aighenan (960 m)
- Beinn Fhionnlaidh (959 m)
- Buachaille Etive Beag - Stob Dubh (958 m)
- Buachaille Etive Mor - Sgor na Broige (956 m)
- Meall Dearg (953 m)
- Stob a'Choire Odhair (945 m)
- Beinn Sgulaird (937 m)
- Meall nan Eun (928 m)
- Buachaille Etive Beag - Stob Coire Raineach (925 m)

## Sectie 4:Fort WilliamtotLoch Ericht
- Ben Nevis (1344 m)
- Aonach Beag (1234 m)
- Aonach Mor (1221 m)
- Càrn Mor Dearg (1220 m)
- Stob Choire Claurigh (1177 m)
- Ben Alder (1148 m)
- Geal-Charn (1132 m)
- Binnein Mor (1130 m)
- Stob Coire an Laoigh (1116 m)
- Aonach Beag (1116 m)
- Stob Coire Easain (1115 m)
- Stob a'Choire Mheadhoin (1105 m)
- Beinn Eibhinn (1102 m)
- Sgurr a'Mhaim (1099 m)
- Sgurr Choinnich Mor (1094 m)
- Beinn a'Chlachair (1087 m)
- Na Gruagaichean (1056 m)

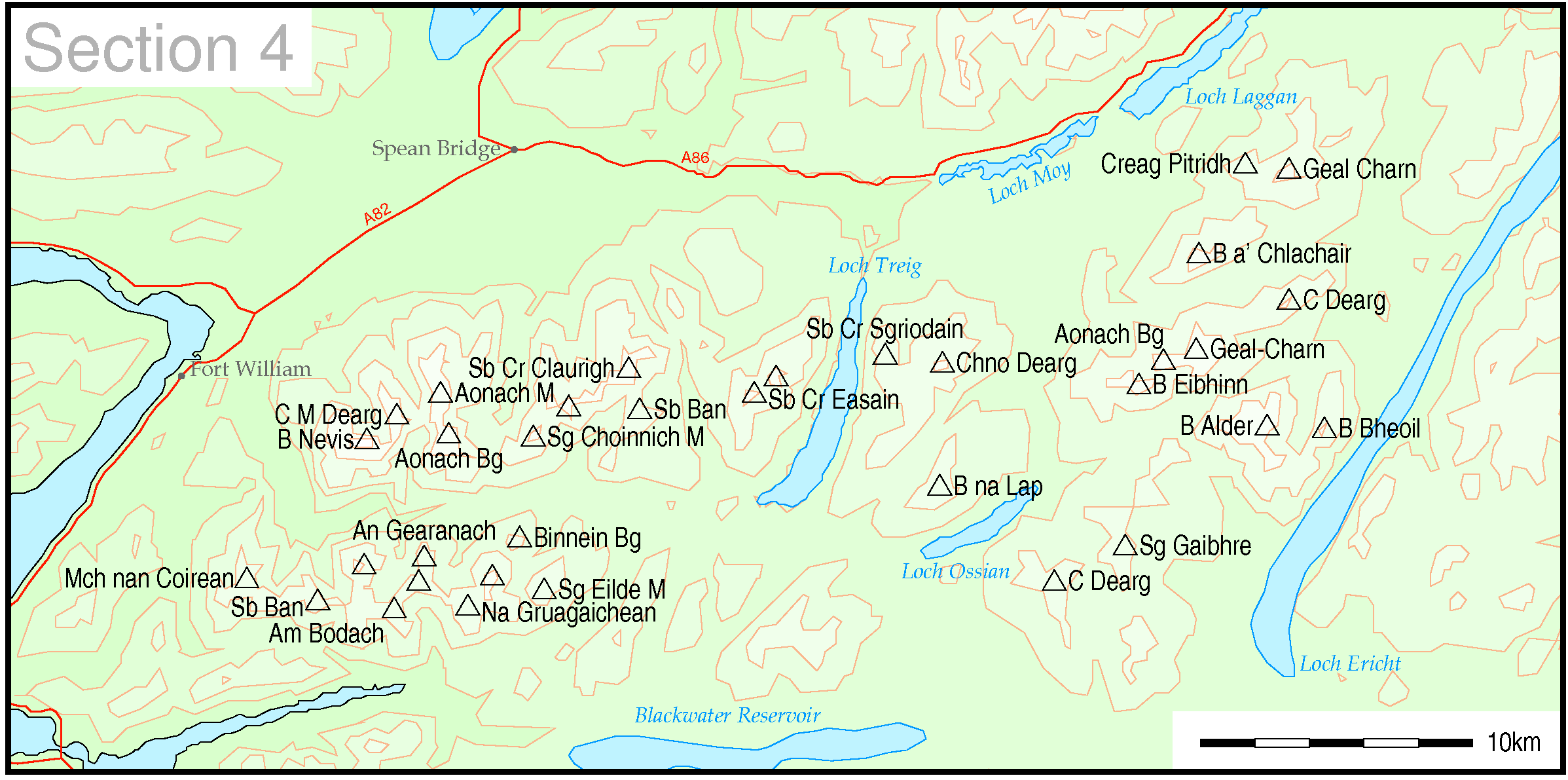
Kaart met de munro's van Sectie 4

- Mullach Coire an Iubhair (1049 m)
- Chno Dearg (1046 m)
- Carn Dearg (1034 m)
- Am Bodach (1032 m)
- Beinn Bheoil (1019 m)
- Sgurr Eilde Mor (1010 m)
- Stob Ban (999 m)
- An Gearanach (982 m)
- Stob Coire a'Chairn (981 m)
- Stob Coire Sgriodain (979 m)
- Stob Ban (977 m)
- Stob Gaibhre (955 m)
- Binnein Beag (943 m)
- Carn Dearg (941 m)
- Mullach nan Coirean (939 m)
- Beinn na Lap (937 m)
- Creag Pitridh (924 m)

## Sectie 5:Loch ErichttotGlen TromieenGlen Garry

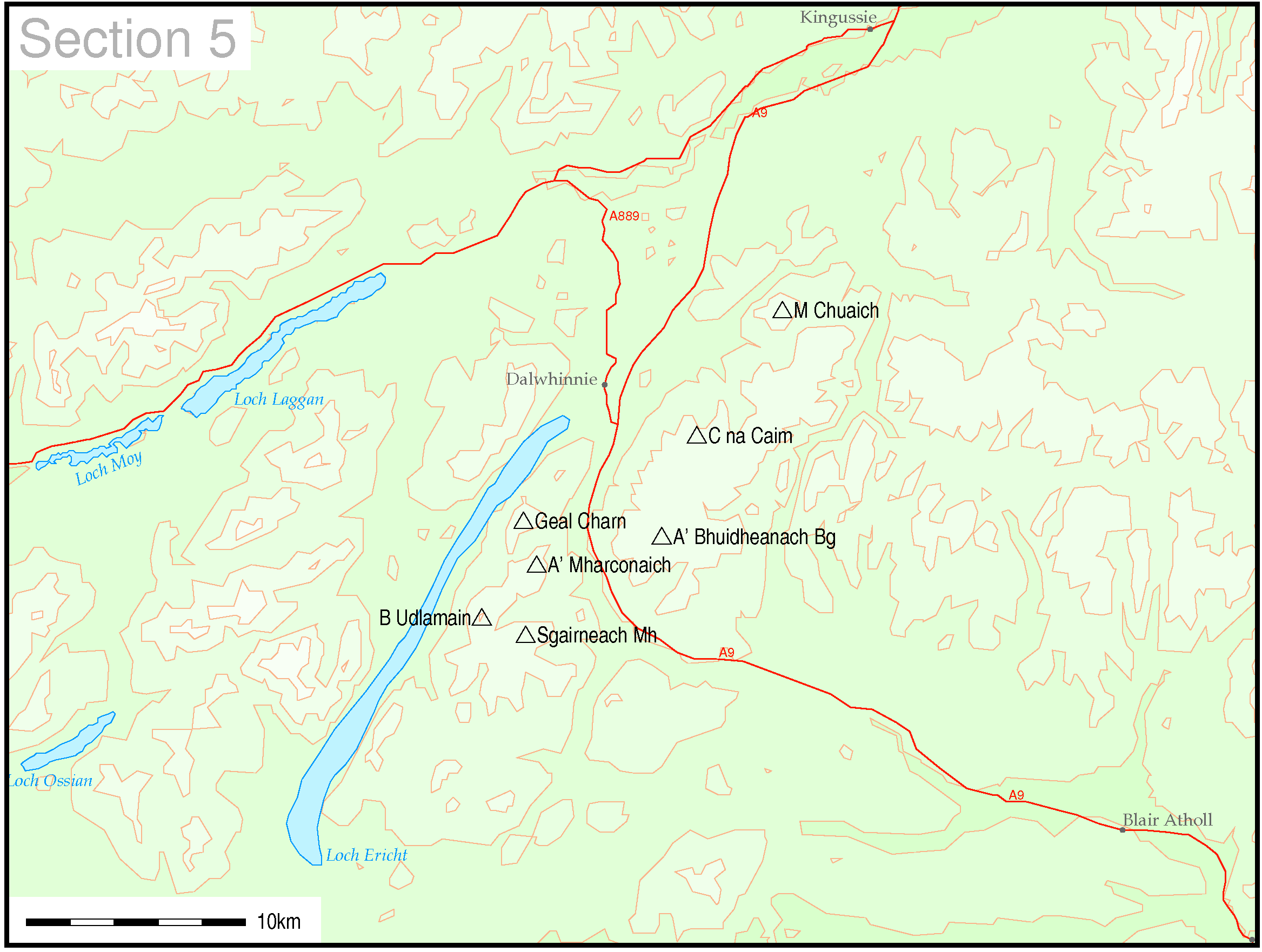
Kaart met de munro's van Sectie 5

- Beinn Udlamain (1011 m)
- Sgairneach Mhor (991 m)
- A'Mharconaich (975 m)
- Meall Chuaich (951 m)
- Carn na Caim (941 m)
- A'Bhuidheanach Bheag (936 m)
- Geal-charn (917 m)

## Sectie 6:Forest of AtholltotBraemarenBlairgowrie

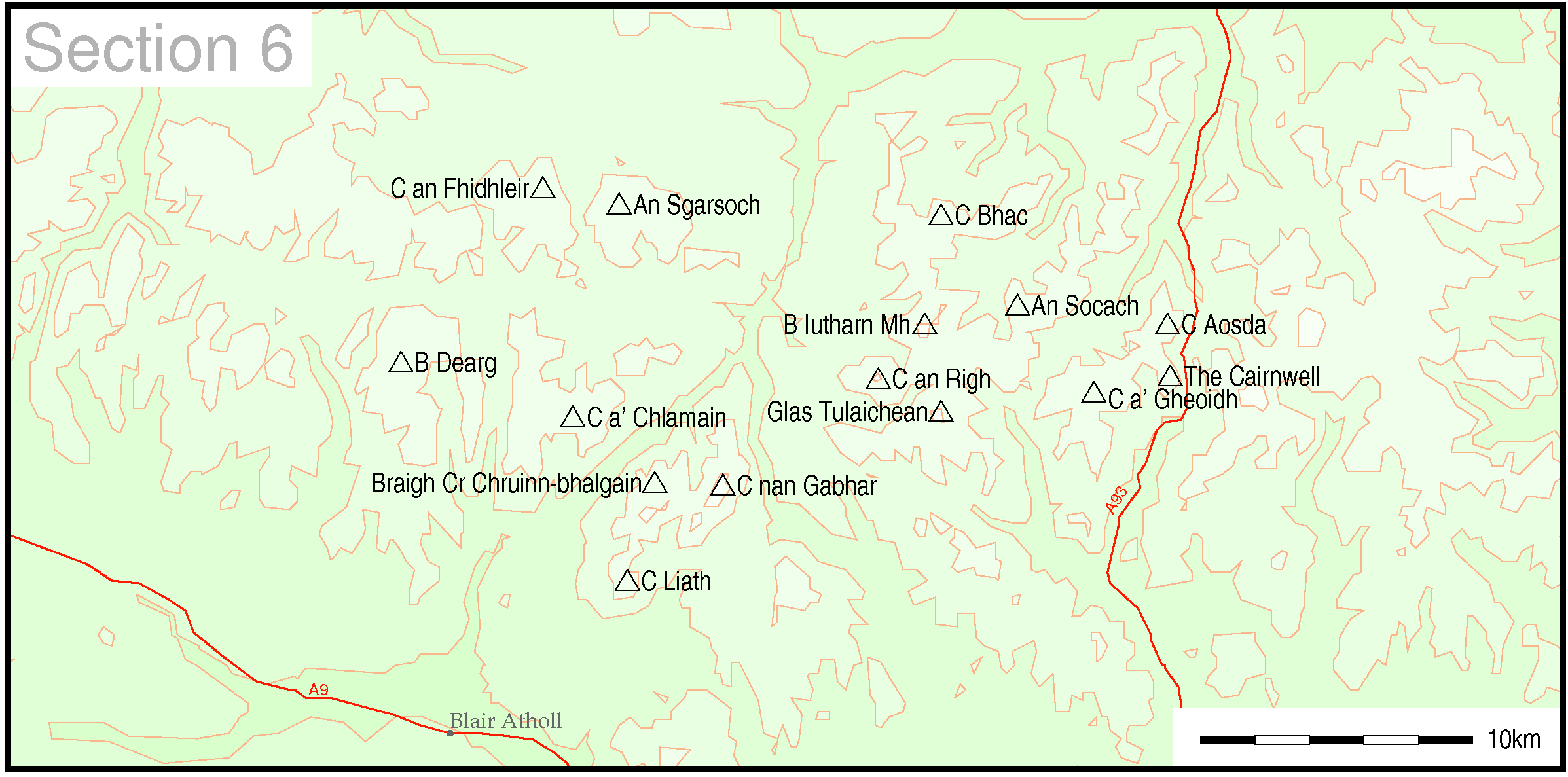
Kaart met de munro's van Sectie 6

- Beinn a'Ghlo - Carn nan Gabhar (1121 m)
- Braigh Coire Chruinn-bhalgain (1070 m)
- Glas Tulaichean (1051 m)
- Beinn Iutharn Mhor (1045 m)
- Carn an Righ (1029 m)
- Beinn Dearg (1008 m)
- An Sgarsoch (1006 m)
- Carn an Fhidhleir (994 m)
- Carn Liath (975 m)
- Carn a'Gheoidh (975 m)
- Carn a'Chlamain (963 m)
- Carn Bhac (946 m)
- An Socach (944 m)
- The Cairnwell (933 m)
- Carn Aosda (917 m)

## Sectie 7:BraemartotMontrose
- Lochnagar (1155 m)
- Carn a'Coire Boidheach (1110 m)
- Glas Maol (1068 m)
- Cairn of Claise (1064 m)

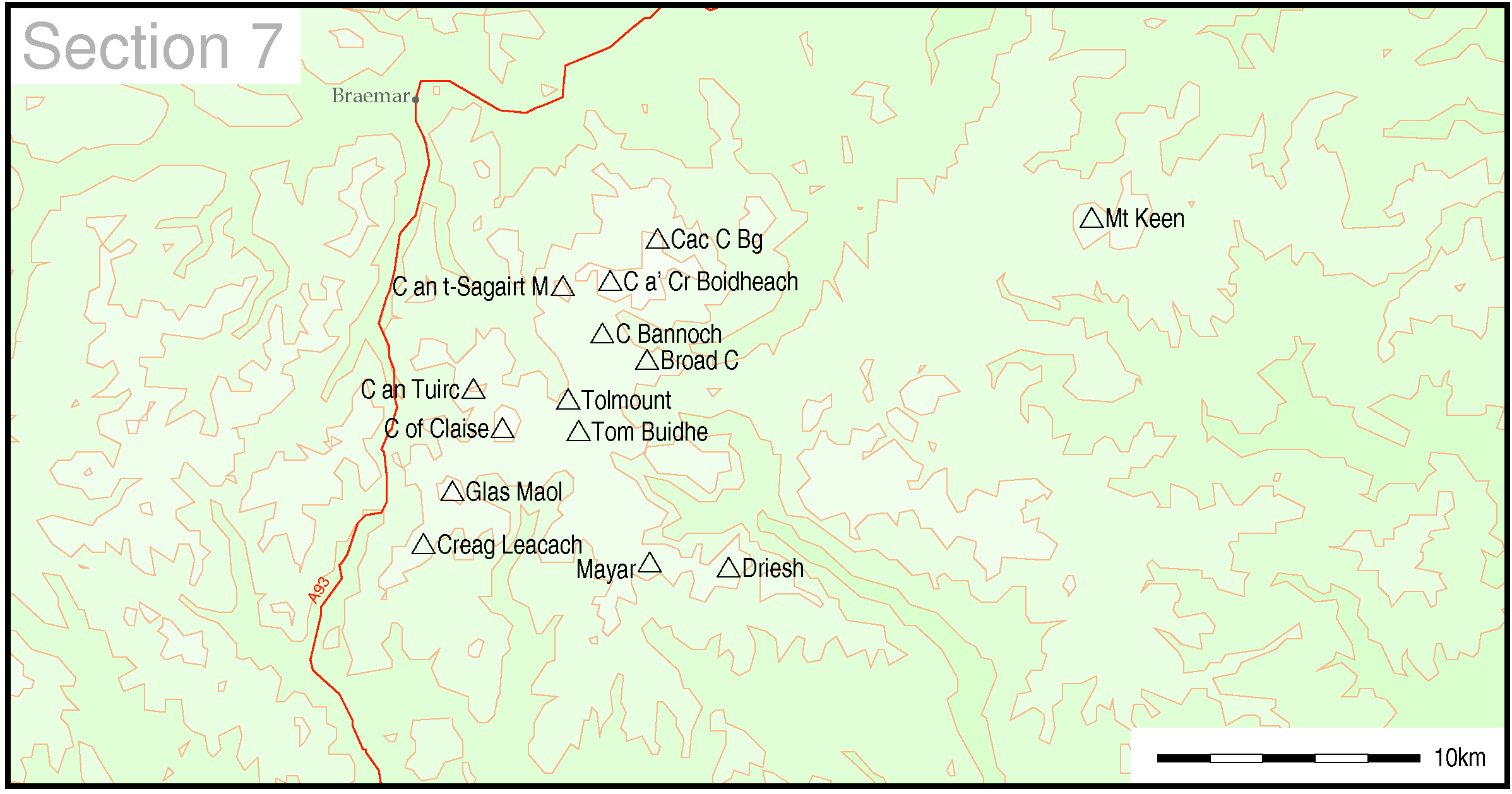
Kaart met de munro's van Sectie 7

- Carn an t-Sagairt Mor (1047 m)
- Carn an Tuirc (1019 m)
- Cairn Bannoch (1012 m)
- Broad Cairn (998 m)
- Creag Leacach (987 m)
- Tolmount (958 m)
- Tom Buidhe (957 m)
- Driesh (947 m)
- Mount Keen (939 m)
- Mayar (928 m)

## Sectie 8: DeCairngorms
- Ben Macdui (1309 m)
- Braeriach (1296 m)
- Cairn Toul (1291 m)

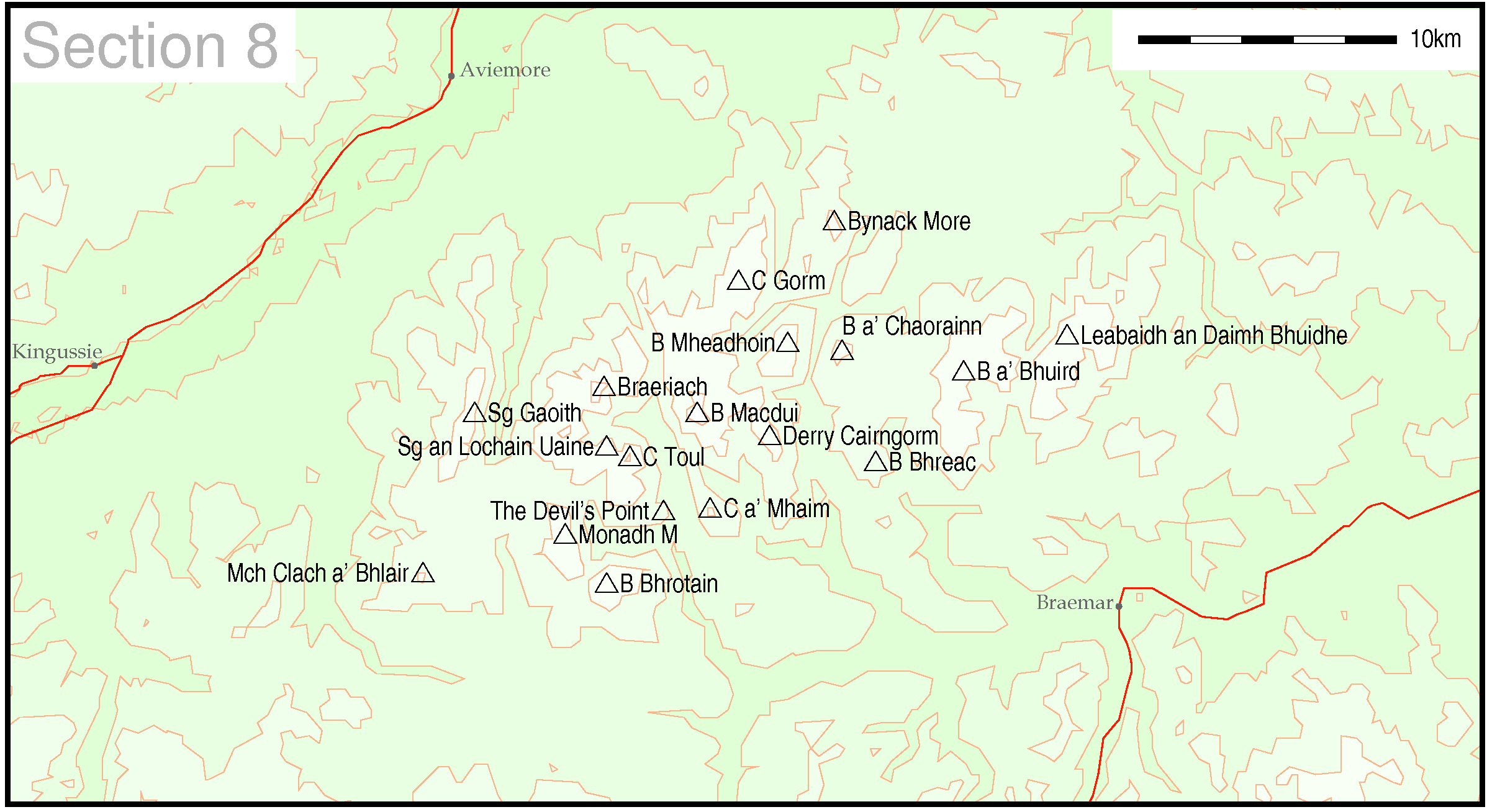
Kaart met de munro's van Sectie 8

- Sgor an Lochain Uaine (1258 m)
- Cairn Gorm (1244 m)
- Beinn a'Bhuird (1197 m)
- Beinn Mheadhoin (1182 m)
- Ben Avon - Leabaidh an Daimh Bhuidhe (1171 m)
- Beinn Bhrotain (1157 m)
- Derry Cairngorm (1155 m)
- Sgor Gaoith (1118 m)
- Monadh Mor (1113 m)
- Bynack More (1090 m)
- Beinn a'Chaorainn (1083 m)
- Carn a'Mhaim (1037 m)
- Mullach Clach a'Bhlair (1019 m)
- The Devil's Point (1004 m)
- Beinn Bhreac (931 m)

## Sectie 9:Spean BridgetotElgin
- Creag Meagaidh (1128 m)

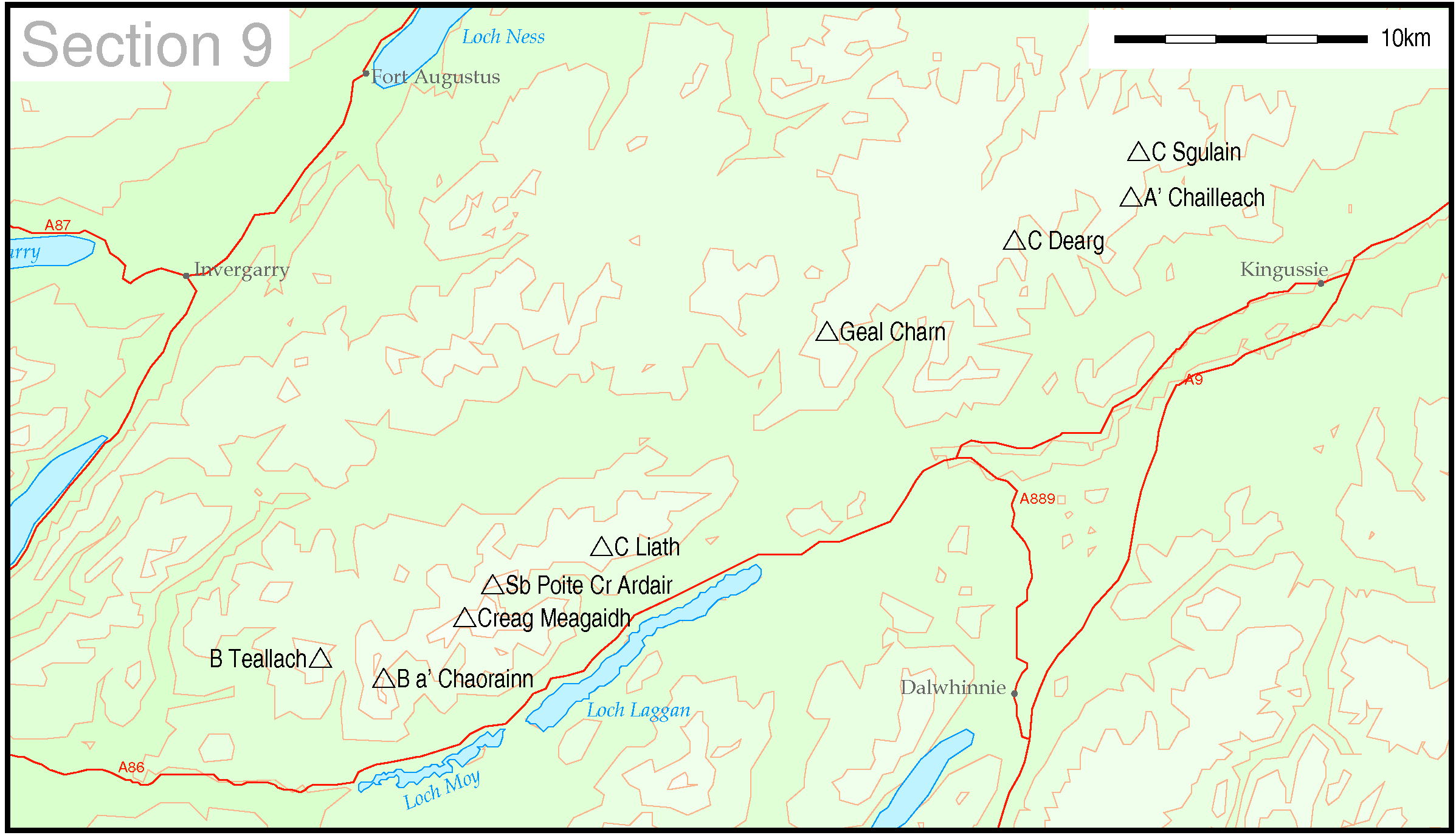
Kaart met de munro's van Sectie 9

- Stob Poite Coire Ardair (1054 m)
- Beinn a'Chaorainn (1049 m)
- Carn Liath (1006 m)
- Carn Dearg (945 m)
- A'Chailleach (930 m)
- Geal Charn (926 m)
- Carn Sgulain (920 m)
- Beinn Teallach (915 m)

## Sectie 10:Glen ShieltotGlenfinnan
- Sgurr na Ciche (1040 m)
- Gleouraich (1035 m)
- Sgurr a'Mhaoraich (1027 m)
- Aonach air Chrith (1021 m)
- Ladhar Bheinn (1020 m)
- Garbh Chioch Mhor (1013 m)
- The Saddle (1010 m)

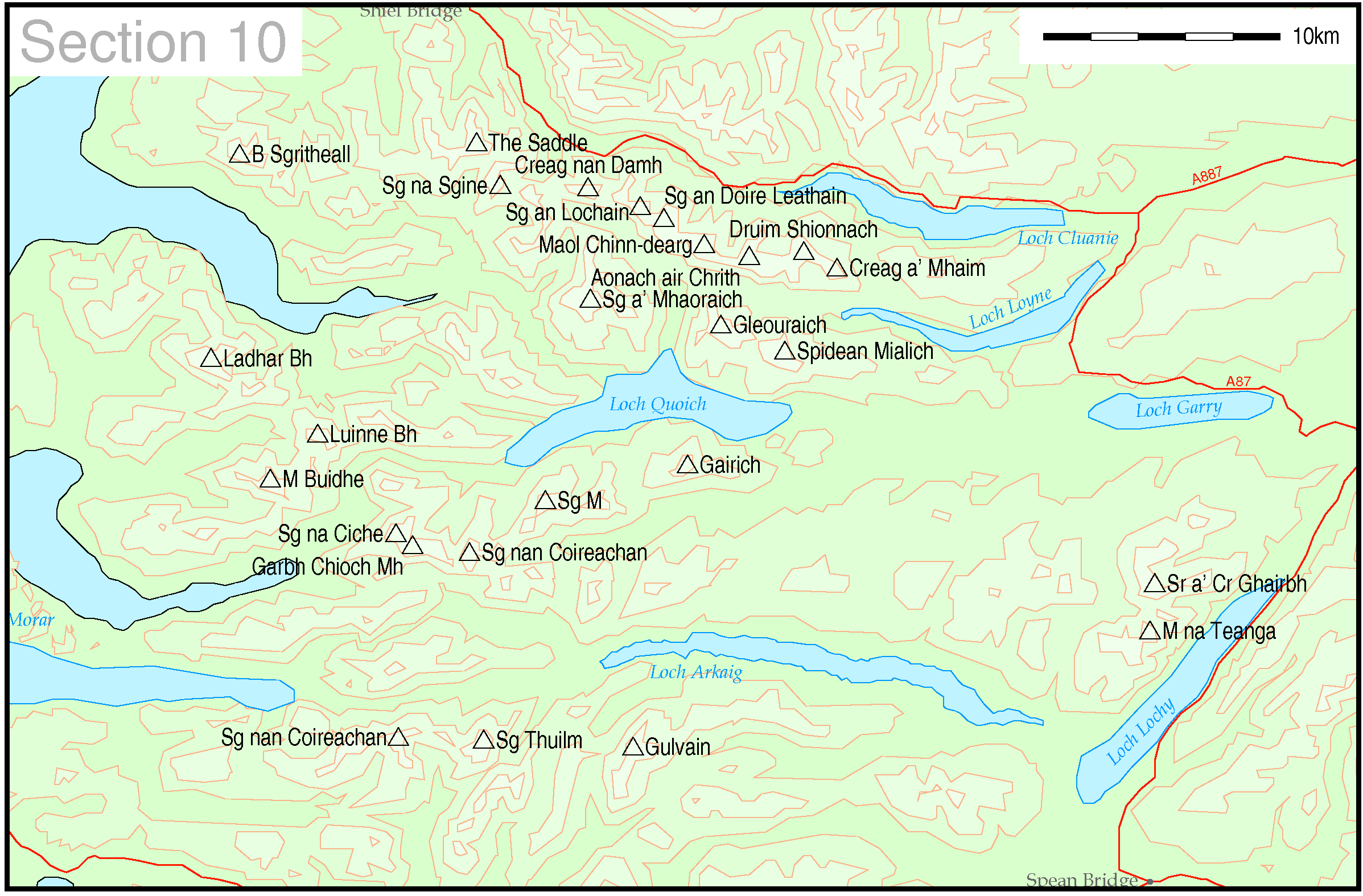
Kaart met de munro's van Sectie 10

- Sgurr an Doire Leathain (1010 m)
- Sgurr an Lochain (1004 m)
- Sgurr Mor (1003 m)
- Spidean Mialach (996 m)
- Druim Shionnach (987 m)
- Gaor Bheinn (Gulvain) (987 m)
- Maol Chinn-dearg (981 m)
- Beinn Sgritheall (974 m)
- Sgurr Thuilm (963 m)
- Sgurr nan Coireachan (956 m)
- Sgurr nan Coireachan (953 m)
- Creag a'Mhaim (947 m)
- Sgurr na Sgine (946 m)
- Meall Buidhe (946 m)
- Luinne Bheinn (939 m)
- Sron a'Choire Ghairbh (937 m)
- Gairich (919 m)
- Creag nan Damh (918 m)
- Meall na Teanga (918 m)

## Sectie 11:Loch Duichtot aanLoch Ness, ten zuiden vanLoch Mullardoch
- Carn Eige (1183 m)
- Mam Sodhail (1181 m)

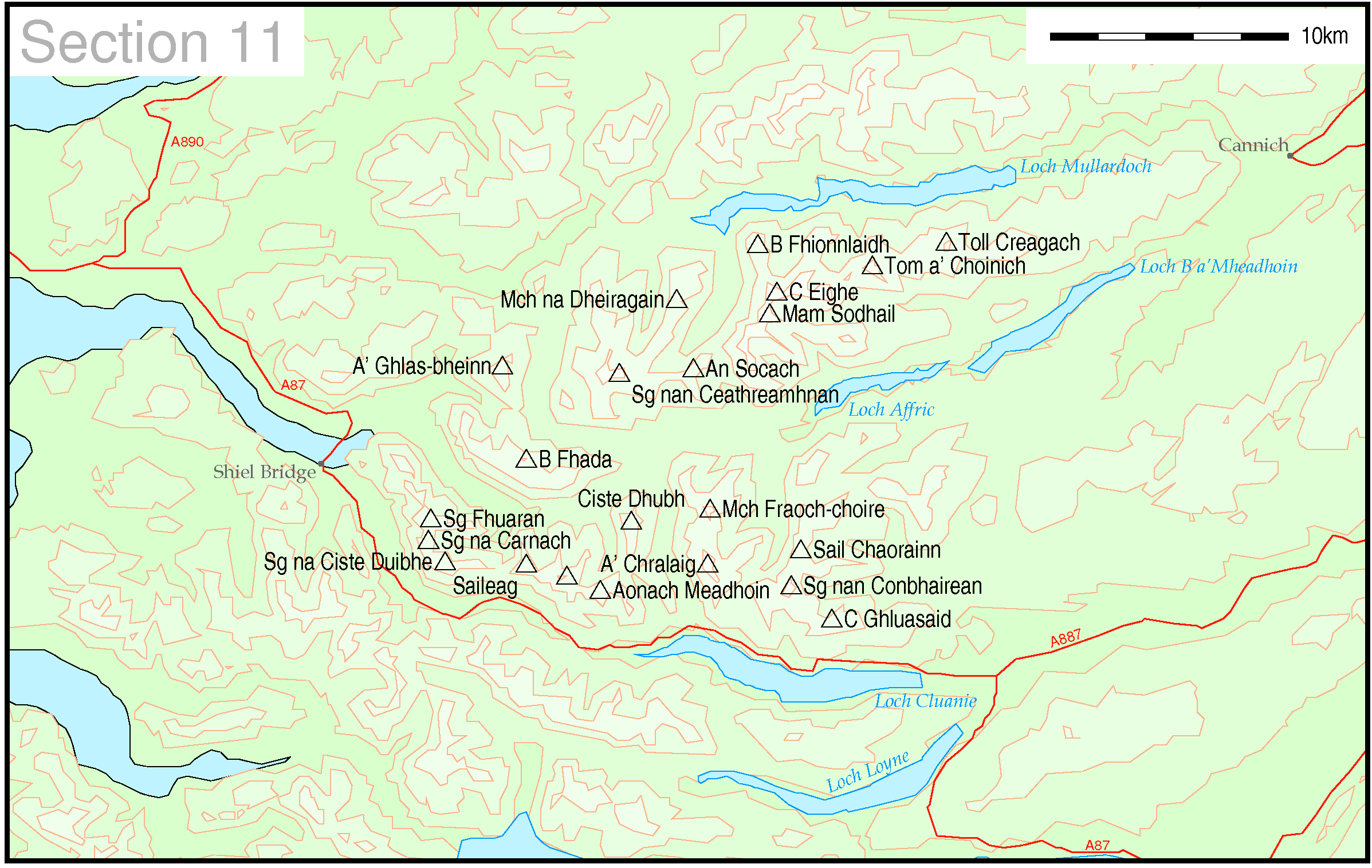
Kaart met de munro's van Sectie 11

- Sgurr nan Ceathreamhnan (1151 m)
- A'Chralaig (1120 m)
- Tom a'Choinich (1112 m)
- Sgurr nan Conbhairean (1109 m)
- Mullach Fraoch-choire (1102 m)
- Sgurr Fhuaran (1067 m)
- Toll Creagach (1054 m)
- Sgurr a'Bhealaich Dheirg (1036 m)
- Beinn Fhada (1032 m)
- Sgurr na Ciste Duibhe (1027 m)
- Beinn Fhionnlaidh (1005 m)
- Sgurr Fhuaran - Sgurr na Carnach (1002 m)
- Sail Chaorainn (1002 m)
- Aonach Meadhoin (1001 m)
- Mullach na Dheiragain (982 m)
- Ciste Dhubh (979 m)
- Carn Ghluasaid (957 m)
- Saileag (956 m)
- An Socach (921 m)
- A'Ghlas-bheinn (918 m)

## Sectie 12:Kyle of LochalshtotInverness, ten noorden vanLoch Mullardoch
- Sgurr na Lapaich (1150 m)
- An Riabhachan (1129 m)
- Sgurr a'Choire Ghlais (1083 m)
- An Socach (1069 m)
- Sgurr a'Chaorachain (1053 m)
- Sgurr Fhuar-thuill (1049 m)
- Maoile Lunndaidh (1007 m)
- Sgurr Choinnich (999 m)
- Sgurr na Ruaidhe (993 m)
- Carn nan Gobhar (992 m)
- Carn nan Gobhar (992 m)
- Lurg Mhor (986 m)
- Bidein a'Choire Sheasgaich (945 m)
- Moruisg (928 m)

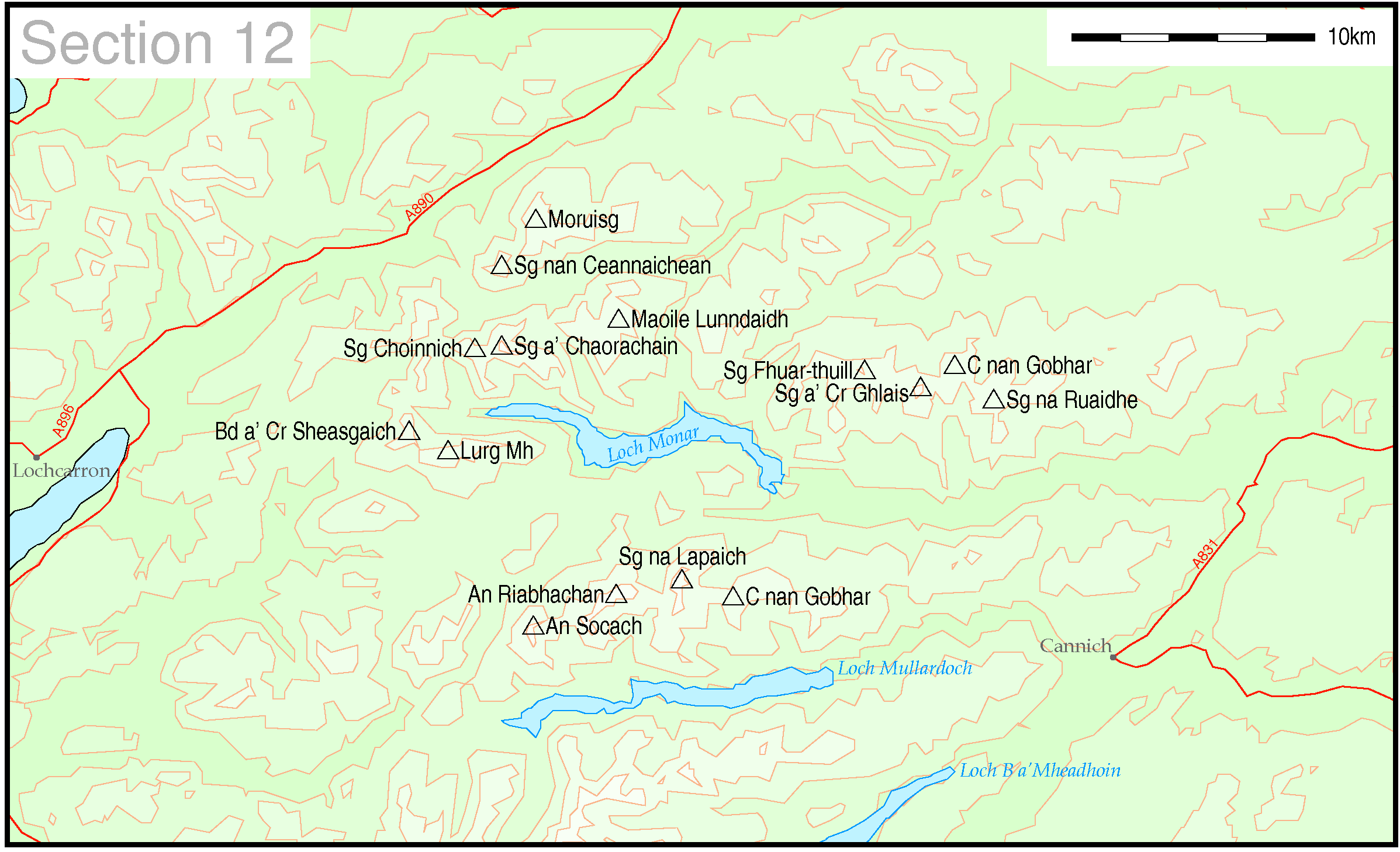
Kaart met de munro's van Sectie 12

- Sgurr nan Ceannaichean (915 m)

## Sectie 13:Loch CarrontotLoch Maree
- Liathach - Spidean a'Choire Leith (1055 m)

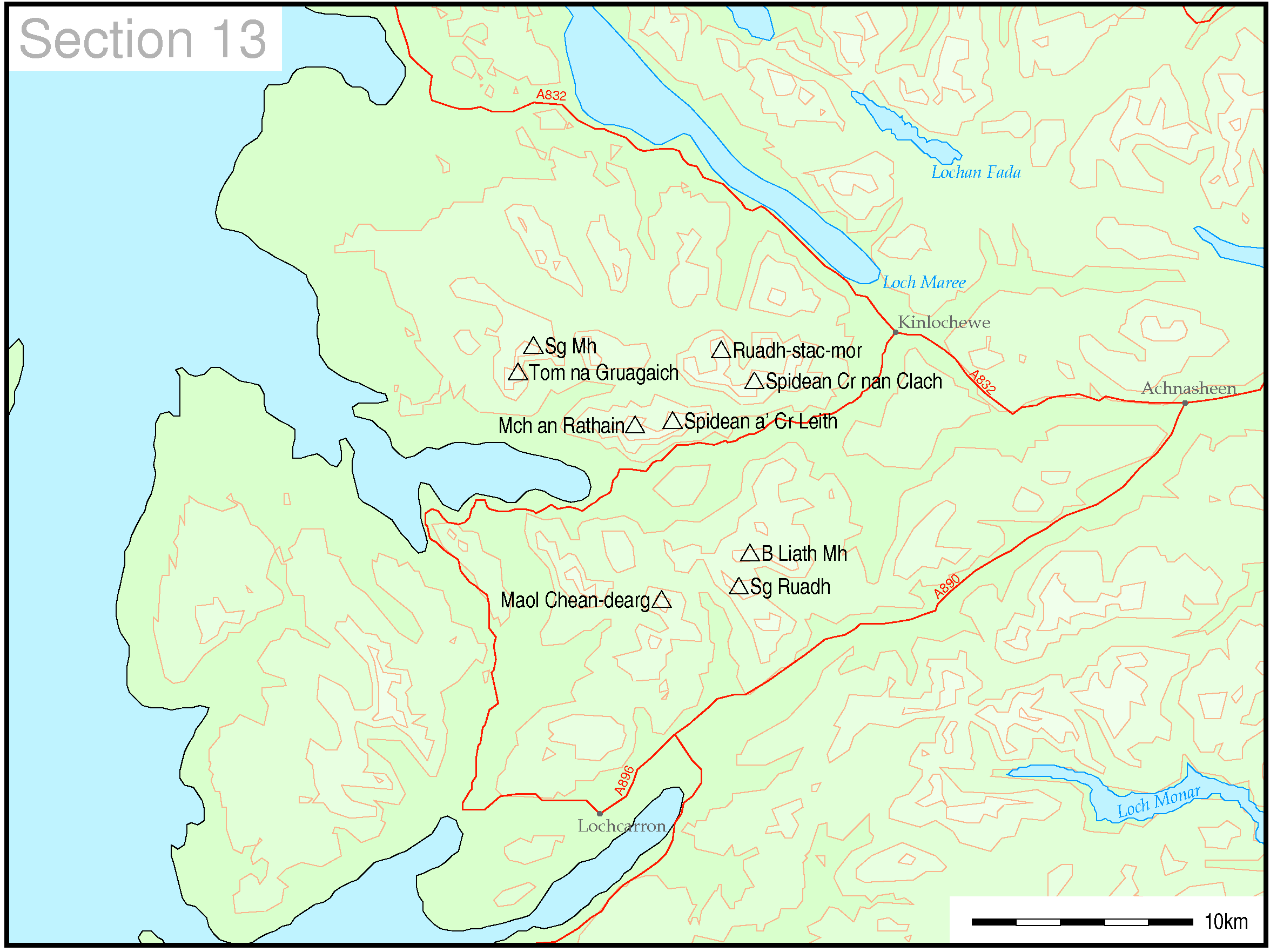
Kaart met de munro's van Sectie 13

- Liathach - Mullach an Rathain (1023 m)
- Beinn Eighe - Ruadh-stac Mor (1010 m)
- Beinn Eighe - Spidean Coire nan Clach (993 m)
- Beinn Alligin - Sgurr Mhor (986 m)
- Sgorr Ruadh (962 m)
- Maol Chean-dearg (933 m)
- Beinn Liath Mhor (926 m)
- Beinn Alligin - Tom na Gruagaich (922 m)

## Sectie 14:Loch MareetotLoch BroomenGarve
- Sgurr Mor (1110 m)

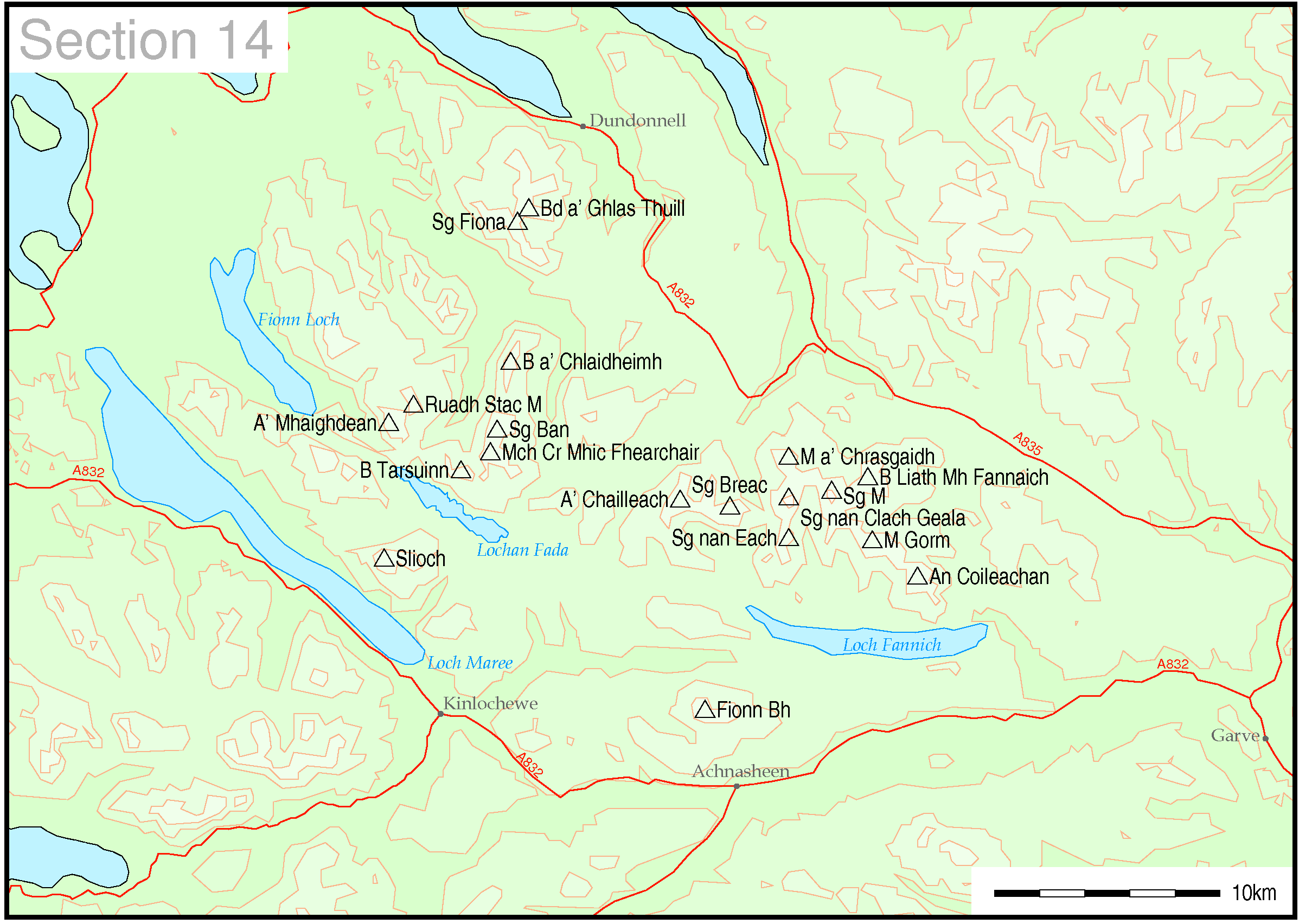
Kaart met de munro's van Sectie 14

- Sgurr nan Clach Geala (1093 m)
- An Teallach - Bidein a'Ghlas Thuill (1062 m)
- An Teallach - Sgurr Fiona (1060 m)
- Mullach Coire Mhic Fhearchair (1018 m)
- Sgurr Breac (999 m)
- A'Chailleach (997 m)
- Sgurr Ban (989 m)
- Slioch (981 m)
- A'Mhaighdean (967 m)
- Beinn Liath Mhor Fannaich (954 m)
- Meall Gorm (949 m)
- Beinn Tarsuinn (937 m)
- Meall a'Chrasgaidh (934 m)
- Fionn Bheinn (933 m)
- An Coileachan (923 m)
- Sgurr nan Each (923 m)
- Ruadh Stac Mor (918 m)
- Beinn a'Chlaidheimh (916 m)

## Sectie 15:Ullapooltot aan deMoray Firth
- Beinn Dearg (1084 m)

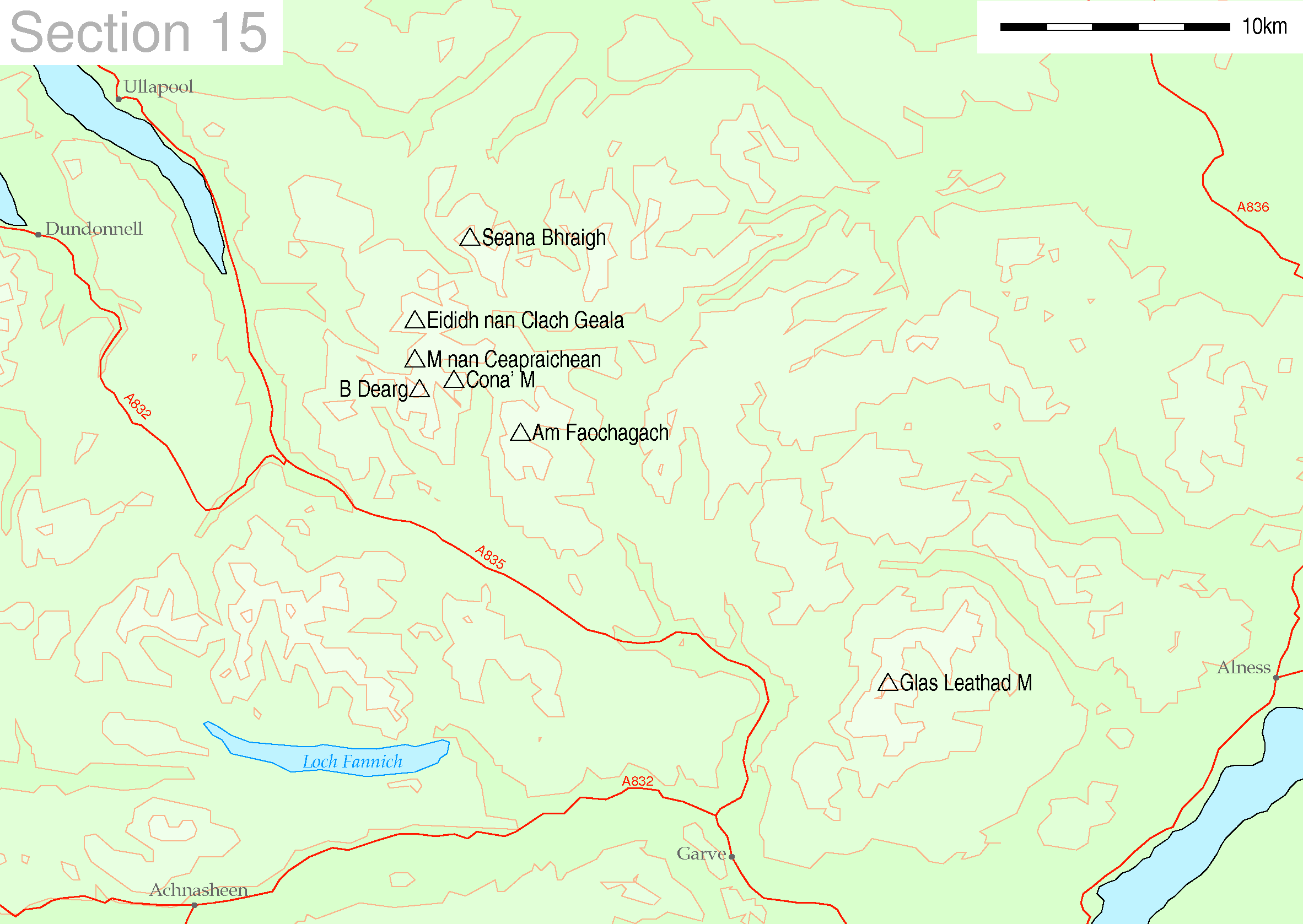
Kaart met de munro's van Sectie 15

- Ben Wyvis - Glas Leathad Mor (1046 m)
- Cona' Mheall (978 m)
- Meall nan Ceapraichean (977 m)
- Am Faochagach (953 m)
- Eididh nan Clach Geala (927 m)
- Seana Bhraigh (926 m)

## Sectie 16: Het verre noorden

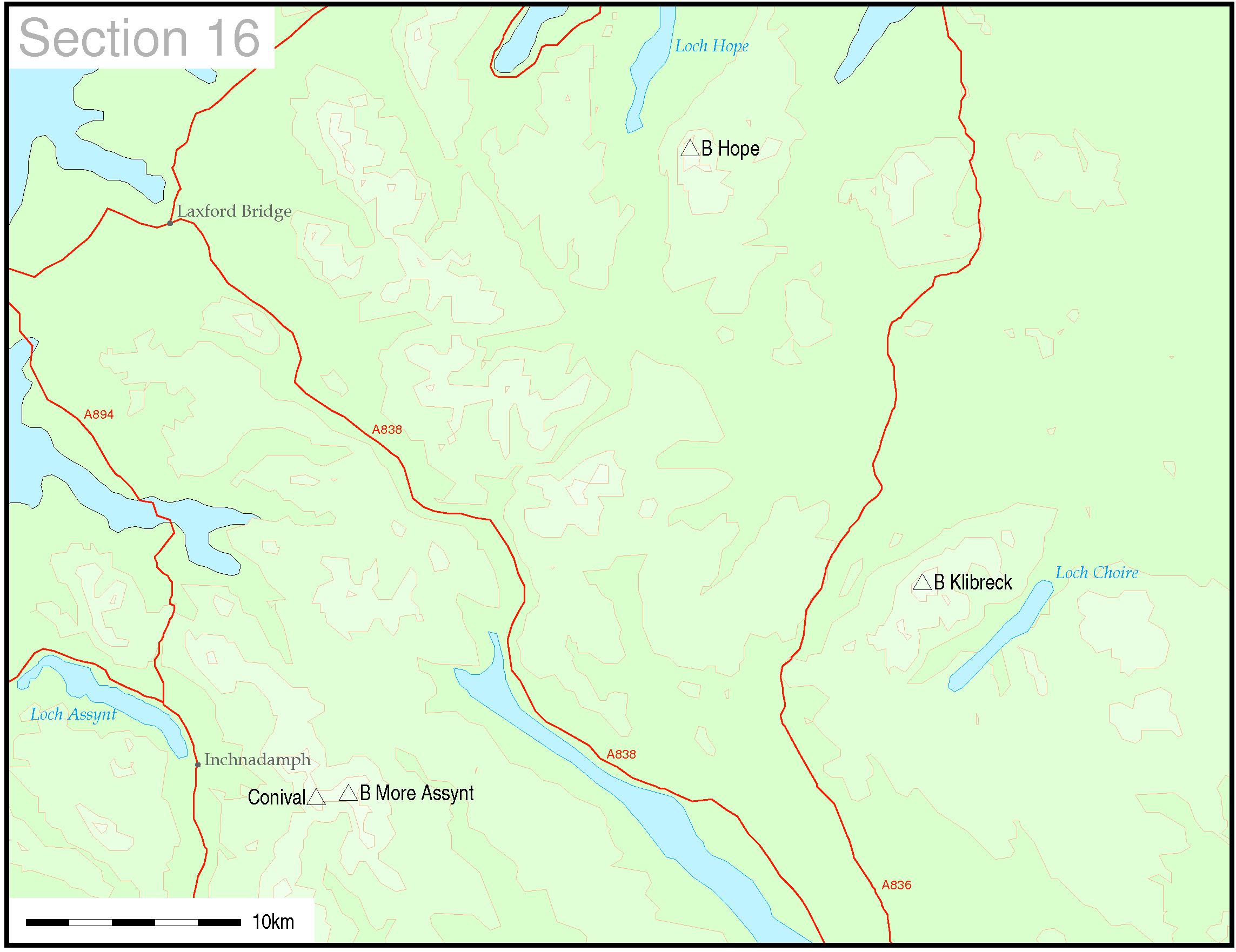
Kaart met de munro's van Sectie 16

- Ben More Assynt (998 m)
- Conival (987 m)
- Ben Klibreck (962 m)
- Ben Hope (927 m)

## Sectie 17:SkyeenMull
- Sgurr Alasdair (992 m)

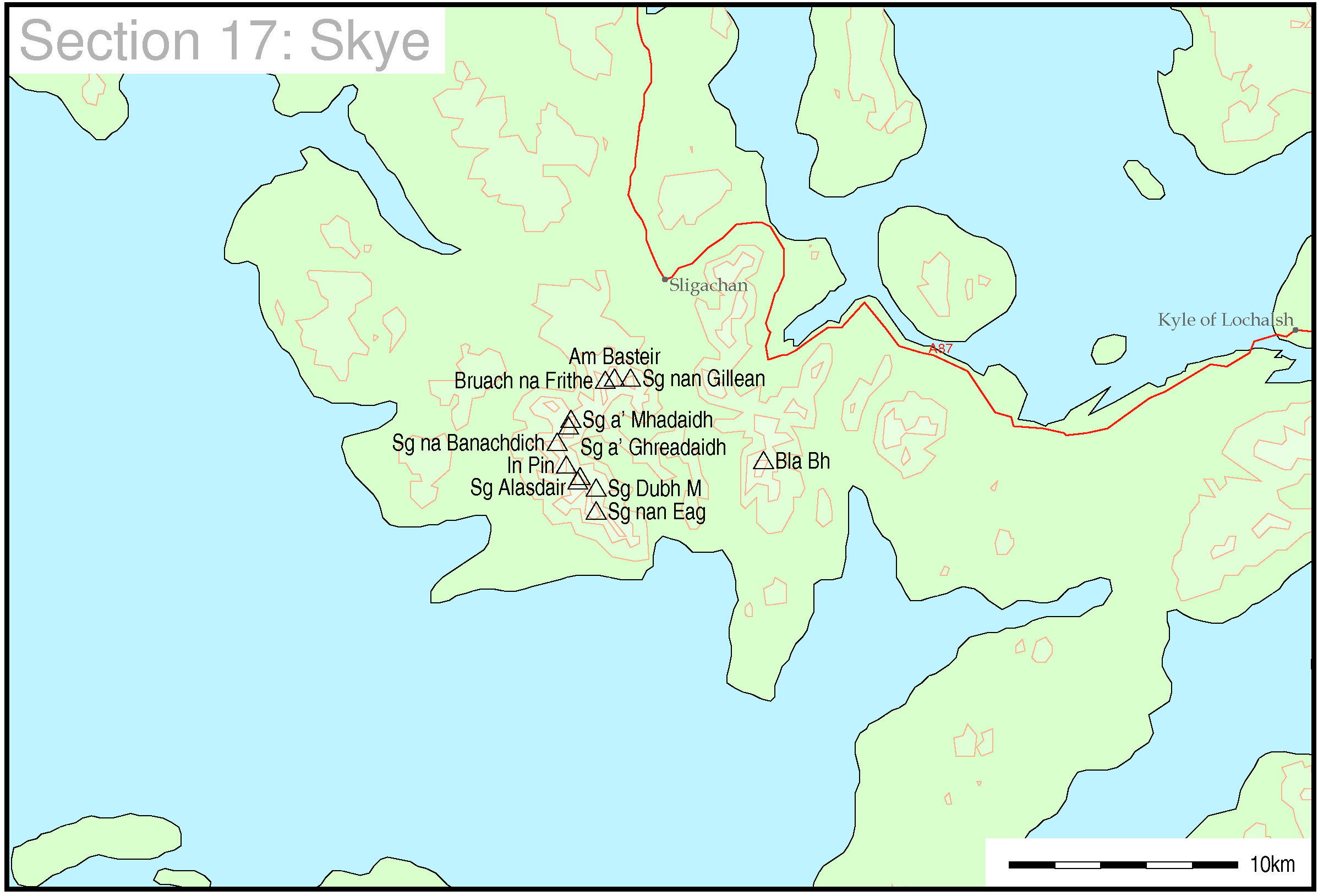
Kaart met een deel van de munro's van Sectie 17

- Inaccessible Pinnacle - Sgurr Dearg  (986 m)

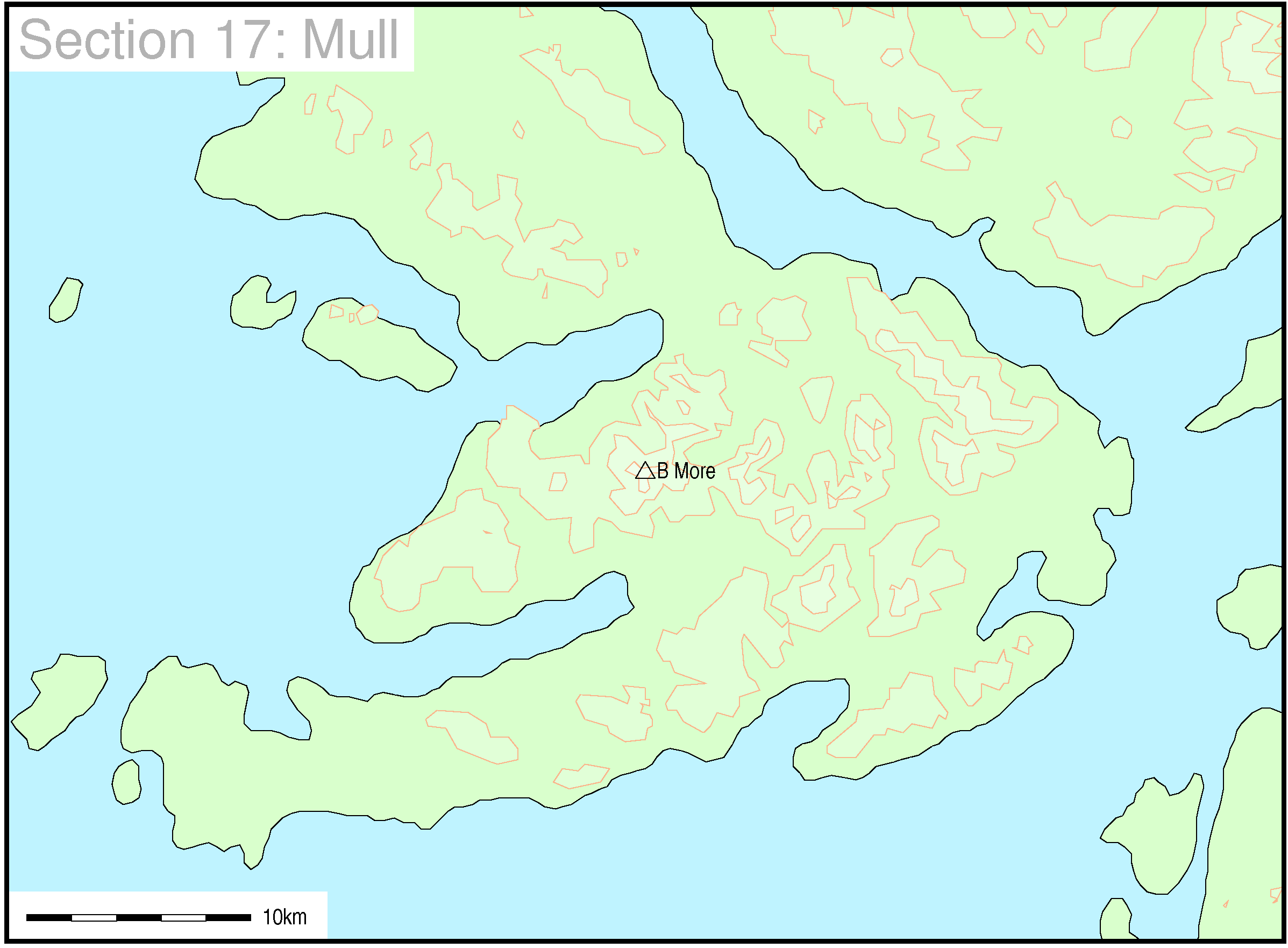
Kaart met een deel van de munro's van Sectie 17

- Sgurr a'Ghreadaidh (973 m)
- Ben More (966 m)
- Sgurr na Banachdich (965 m)
- Sgurr nan Gillean (964 m)
- Bruach na Frithe (958 m)
- Sgurr Mhic Choinnich (948 m)
- Sgurr Dubh Mor (944 m)
- Am Basteir (934 m)
- Bla Bheinn (Blaven) (928 m)
- Sgurr nan Eag (924 m)
- Sgurr a'Mhadaidh (918 m)

## De vijftig hoogste munro's[1]
| Rang | Hoogte | Naam                                             |
| ---- | ------ | ------------------------------------------------ |
| 1    | 1345   | Ben Nevis                                        |
| 2    | 1309   | Ben Macdui (Beinn Macduibh)                      |
| 3    | 1296   | Braeriach                                        |
| 4    | 1291   | Cairn Toul                                       |
| 5    | 1258   | Sgor an Lochain Uaine                            |
| 6    | 1245   | Cairn Gorm                                       |
| 7    | 1234   | Aonach Beag                                      |
| 8    | 1221   | Aonach Mor                                       |
| 9    | 1220   | Carn Mor Dearg                                   |
| 10   | 1214   | Ben Lawers                                       |
| 11   | 1197   | Beinn a’Bhuird (Beinn a’Bhuird North Top)        |
| 12   | 1183   | Beinn Mheadhoin                                  |
| 13   | 1183   | Carn Eige (Carn Eighe)                           |
| 14   | 1179   | Mam Sodhail                                      |
| 15   | 1177   | Stob Choire Claurigh                             |
| 16   | 1174   | Ben More                                         |
| 17   | 1171   | Ben Avon-Leabaidh an Daimh Bhuidhe               |
| 18   | 1165   | Stob Binnein                                     |
| 19   | 1157   | Beinn Bhrotain                                   |
| 20   | 1156   | Lochnagar-Cac Carn Beag                          |
| 21   | 1155   | Derry Cairngorm                                  |
| 22   | 1151   | Sgurr na Lapaich                                 |
| 23   | 1151   | Sgurr nan Ceathreamhnan (Sgurr nan Ceathramhnan) |
| 24   | 1149   | Bidean nam Bian                                  |
| 25   | 1148   | Ben Alder                                        |
| 26   | 1132   | Geal-charn                                       |
| 27   | 1130   | Ben Lui (Beinn Laoigh)                           |
| 28   | 1130   | Binnein Mor                                      |
| 29   | 1129   | An Riabhachan                                    |
| 30   | 1128   | Creag Meagaidh                                   |
| 31   | 1127   | Ben Cruachan                                     |
| 32   | 1123   | Meall Garbh                                      |
| 33   | 1122   | Beinn a’Ghlo-Carn nan Gabhar                     |
| 34   | 1120   | A’Chraileag (A’Chralaig)                         |
| 35   | 1118   | Sgor Gaoith                                      |
| 36   | 1117   | An Stuc                                          |
| 37   | 1116   | Aonach Beag                                      |
| 38   | 1116   | Stob Coire an Laoigh                             |
| 39   | 1115   | Stob Coire Easain                                |
| 40   | 1113   | Monadh Mor                                       |
| 41   | 1112   | Tom a’Choinich                                   |
| 42   | 1110   | Carn a’Choire Bhoidheach                         |
| 43   | 1109   | Sgurr nan Conbhairean                            |
| 44   | 1108   | Meall a’Bhuiridh                                 |
| 45   | 1108   | Sgurr Mor                                        |
| 46   | 1105   | Stob a’Choire Mheadhoin                          |
| 47   | 1103   | Beinn Ghlas                                      |
| 48   | 1103   | Beinn Eibhinn                                    |
| 49   | 1102   | Mullach Fraoch-choire                            |
| 50   | 1100   | Creise                                           |